# Филипчук, Анна Викторовна
А́нна Ви́кторовна Филипчу́к (род. 9 ноября 2004, Барнаул) — российская певица и телеведущая, кандидатка в мастера спорта по художественной гимнастике, студентка академии Игоря Крутого, представительница России на «Детском Евровидении — 2018».

## Биография
Родилась 9 ноября 2004 года в Барнауле (Алтайский край).
В два года и десять месяцев Анну отдали в барнаульский шоу-театр песни имени Елены Щербаковой «Каприз». Первым педагогом была руководитель театра Анна Павловна Капленко, с которой Анна Филипчук занималась 10 лет. Чтобы улучшить вокальные данные, перешла в «Академию популярной музыки» Игоря Крутого к педагогу Валерии Араскиной.
В 2013 году получила титул «Маленькая мисс Барнаула». В 2015 году выиграла Кубок Алтайского края по художественной гимнастике. В 2018 году получила звание кандидата в мастера спорта. Оставила гимнастику, чтобы сосредоточиться на вокале.
В июне 2018 года прошла национальный отбор на «Детское Евровидение — 2018». Конкурс состоялся 25 ноября, где Анна заняла 10 место.

## Семья
- Отец — Виктор Филипчук
- Мать — Алина Филипчук
- Брат — Илья

## Премии и достижения
- Полуфинал на Детской Новой волне-2017;
- победа в национальном отборочном туре «Детского Евровидения»;
- участие на конкурсе Детское Евровидение 2018;
- КМС по художественной гимнастике[1];
- лучшая молодая артистка по версии «Fashion People Awards» 2019.